# Amblytropidia vittata
Amblytropidia vittata är en insektsart som beskrevs av Giglio-tos 1894. Amblytropidia vittata ingår i släktet Amblytropidia och familjen gräshoppor. Inga underarter finns listade i Catalogue of Life.